# Asparagus juniperoides
Asparagus juniperoides — вид рослин із родини холодкових (Asparagaceae).

## Біоморфологічна характеристика
Карликовий кущ 20–50 см заввишки. Листкові жовто-зелені блискучі.

## Середовище проживання
Ареал: ПАР, Намібія.